# Grevindens Ære
Grevindens Ære er en dansk stumfilm fra 1919, der er instrueret af August Blom efter manuskript af Carl Th. Dreyer.

## Handling
Grevinde Juliane ejer endnu ungdommens charme, men allerede tidligt har hun lært livets prøvelser at kende. Kun 18 år gammel blev hun gift med grev Albrecht v. Iseneck. Han var betydelig ældre end hun, men hans klogskab og retlinede karakter fængslede hende så stærkt, at hun indbildte sig, at livet ved hans side måtte blive den største lykke. Ægteskabet blev dog en bitter skuffelse for hende. Han var for gammel til at forstå hendes naturlige trang til at nyde livets glæder, og hans embedspligter levnede ham ikke tid til noget samliv med hustruen. Det uundgåelige opgør kom, og hustruen levnedes frihed til at leve sit liv. Og i de to følgende år nød hun sin frihed men følte blot så meget stærkere livets tomhed. Da lærte hun den unge Fyrst Ulrich v. Engernheim-Kypstein at kende. På bryllupsdagen havde hendes mand foræret hende en mesterlig imitation af den berømte Lamoral-knipling, og da Fyrst Ulrich var ejer af den ægte knipling, forøgedes yderligere hendes interesse for ham. Hendes sværmeri for kniplinger morede ham, og han overlod hende galant den uerstattelige kostbarhed, men for at dennes montre på slottet Kypstein ikke skulle stå tom, blev imitationen sendt derud. Det gamle, uhyggelige sagn, der var knyttet til kniplingen, og som fortalte at skæbnen altid ville tvinge dens ejer til at gøre indgreb i en andens ægteskabelige lykke, og at han måtte bøde derfor med sit liv - skænkede ingen af dem tiltro.
Fyrstens kærlighed bragte solskin ind i hendes ellers så glædesløse tilværelse. Men efter nogen tid forflyttes fyrsten, og Juliane ser ham ikke i henved et år. Da hun møder ham igen, erfarer hun bittert, at hans kærlighed gælder en anden - og oven i købet hendes egen kusine. Juliane arrangerer et stævnemøde, der skal blive deres sidste. Under stævnemødet opskræmmes de af lyde fra sideværelset og erfarer, at det må være tyve. Fyrsten vil straks skride ind, men Juliane vil ikke have deres hemmelige kærlighed afsløret. Hermed bliver Julianes smykker og den uerstattelige Lamoral-knipling stjålet. For ikke at blive indblandet i politiets efterforskning, forsøger fyrsten at skaffe sig et alibi, men han undgår ikke opmærksomhed, og sagen ender i retten. Her frifindes han dog og lever i den kommende tid lykkeligt med hustruen, Alix. Men uvejrsskyerne er ved at trække op, og Julianes tidligere kammerpige, der stod bag tyveriet, sørger for, at fyrsten afsløres i et smudsblad, og han bliver sigtet for mened. I retten frifindes den sympatiske fyrste dog endnu engang, kun for at blive passet op af grev Iseneck, der føler sin ære krænket og forlanger en duel. Dødelig såret styrter fyrsten til jorden og udånder. Grebet af en uforklarlig ængstelse er Alix samme dag taget til byen, og hendes sorg er grænseløs, da hun forstår, at hendes elskede er død. Nogle dage senere drager et ligtog forbi Isenecks palæ, og den ulykkelige Juliane, hvis sind nu er fuldstændig formørket, hører sørgemarchens dæmpede toner. Den tragedie, i hvilken hun selv har spillet en så stor rolle, er nu afsluttet.